# شاپورگان
شاپورگان (فارسی میانه: 𐫢𐫀𐫁𐫇𐫍𐫡𐫃𐫀𐫗 ترانویسی: Šābuhrgān) کتابی به زبان فارسی میانه به‌قلم مانی، بنیان‌گذار آیین مانوی است. مانی در این کتاب که خطاب به شاپور یکم و درباریان او نوشته‌شده به شرح جهان‌بینی و اصول دین خود می‌پردازد. شاپورگان کهن‌ترین کتاب شناخته‌شده از دوره ساسانی و یگانه اثری از مانی است که به زبان فارسی میانه به نگارش درآمد؛ چراکه مانی سایر آثار خود را به زبان آرامی شرقی نوشت. نام این کتاب در منابع عربی به‌صورت‌های شابُرقان، شابورقان و سابُرقان ذکر شده است. متن کامل شاپورگان امروزه در دست نیست؛ ولی توصیفاتی از بخش‌هایی از آن در منابع عربی آمده و قطعاتی نیز از آن به زبان فارسی میانه و خط مانوی از میان دست‌نوشته‌های مانوی تورفان در چین شناخته‌ شده است.
شاپورگان را احتمالاً مانی در نخستین دیدارش با شاپور در سال ۲۴۲ م، زمانی که تنها ۲۶ سال سن داشت به این شاهنشاه ساسانی تقدیم کرد. هرچند این تنها یک احتمال به‌حساب می‌آید. همچنین مشخص نیست که مانی این اثر را به خط مانوی نوشته یا از خط پهلوی آشنا برای دربار ساسانی بهره‌ برده است. قطعات به‌دست‌آمده از این کتاب نشان‌دهنده سبکی پیچیده و فاقد فصاحت با جملاتی طولانی است. مری بویس، ایرانشناس انگلیسی با توجه به سبک کتاب احتمال داده که مانی ابتدا آن را به آرامی شرقی نوشته و سپس به فارسی میانه برگردانده است. سبک نثر شاپورگان می‌تواند نشان‌دهنده ناپختگی نثر فارسی در روزگار مانی نیز باشد. از بین کتاب‌های شناخته‌شده به زبان فارسی میانه، شاپورگان کهن‌ترین آن‌ها محسوب می‌شود.

## درون‌مایه